# Hyllus decoratus
Hyllus decoratus là một loài nhện trong họ Salticidae.
Loài này thuộc chi Hyllus. Hyllus decoratus được Tord Tamerlan Teodor Thorell miêu tả năm 1887.